# Negreni (gmina w okręgu Kluż)
Negreni – gmina w Rumunii, w okręgu Kluż. Obejmuje miejscowości Bucea, Negreni i Prelucele. W 2011 roku liczyła 2321 mieszkańców.